# 莫塔马
莫塔马（မုတ္တမမြို့），又译马达班，今缅甸萨尔温江口。
中國史書最早见《新唐书·骠国传》磨地勃。
《岛夷志略》记载：“闹市广场，山茂田少，民力齐，常足食。地产象牙，重者百余斤……贸易之货用南北丝、花银、赤金、铜铁鼎、草金缎、丹山棉、山红绢、白矾之属”。